# Diomandé Losseni
Diomandé Losseni est un footballeur international ivoirien des années 1970. Il participe à la Coupe d'Afrique des nations 1970, compétition au cours de laquelle il inscrit deux buts.

## Buts en sélection
| Buts en sélection de Diomandé Losseni | Buts en sélection de Diomandé Losseni | Buts en sélection de Diomandé Losseni | Buts en sélection de Diomandé Losseni | Buts en sélection de Diomandé Losseni | Buts en sélection de Diomandé Losseni | Buts en sélection de Diomandé Losseni |
|                                       | Date                                  | Lieu                                  | Adversaire                            | Score                                 | Résultat                              | Compétition                           |
| ------------------------------------- | ------------------------------------- | ------------------------------------- | ------------------------------------- | ------------------------------------- | ------------------------------------- | ------------------------------------- |
| 1.                                    | 10 février 1970                       | Khartoum (Soudan)                     | Éthiopie                              | 1-0 (1 but à 16e)                     | 6-1                                   | CAN 1970 (1er tour)                   |
| 2.                                    | 14 février 1970                       | Khartoum (Soudan)                     | Ghana                                 | 1-1 (1 but à 78e)                     | 1-2 ap                                | CAN 1970 (Demi-finale)                |